# Hvannasunds kommuna
Hvannasunds kommuna is een gemeente in het noordoosten van het eiland Borðoy en het zuiden van het eiland Viðoy, op de Faeröer. De gemeente omvat de plaatsen Hvannasund, Depil, Múli, Norðdepil en Norðtoftir.